# Championnats d'Afrique d'athlétisme 1996
Navigation
Les 10es Championnats d'Afrique d'athlétisme ont eu lieu du 13 au 16 juin 1996 au Stade Ahmadou Ahidjo de Yaoundé, au Cameroun. La compétition, organisée par la Confédération africaine d'athlétisme, réunit 307 athlètes issus de 33 pays.

## Résultats

### Hommes
| 100 m | Seun Ogunkoya 10 s 45                                                        | Benjamin Sirimou 10 s 54         | Sunday Emmanuel 10 s 66                                                                     |
| 200 m | Oumar Loum 20 s 70                                                           | Joseph Loua 20 s 80              | Justice Dipeba 20 s 90                                                                      |
| 400 m | Ibrahima Wade 45 s 75                                                        | Simon Kemboi 46 s 00             | Samson Kipchirchir Yego 46 s 14                                                             |
| 800 m | Fred Onyancha 1 min 46 s 69                                                  | Adem Hecini 1 min 47 s 17        | Kipkemboi Lagat 1 min 47 s 35                                                               |
| 1 500 m | Moses Kigen 3 min 39 s 78                                                    | Sammy Rono 3 min 40 s 47         | Gilbert Mvuyekure 3 min 47 s 95                                                             |
| 5 000 m | Paul Koech 13 min 35 s 13                                                    | Simon Chemoiywo 13 min 35 s 13   | Faustin Ngézahayo 13 min 49 s 49                                                            |
| 10 000 m | Stephen Kiogora 29 min 16 s 40                                               | William Kipchumba 29 min 22 s 30 | Isidore Nzigiyimana 30 min 14 s 40                                                          |
| 3 000 m steeple | Kipkemboi Cheruiyot 8 min 38 s 72                                            | Faustin Ngézahayo 8 min 39 s 38  | Thomas Toyi 8 min 48 s 99                                                                   |
| 110 m haies | William Erese 13 s 7                                                         | Moses Oyiki Orode 13 s 8         | Judex Lefou 13 s 9                                                                          |
| 400 m haies | Ibou Faye 49 s 60                                                            | Ferrins Pieterse 49 s 95         | El Hafni Abdel Maksoud Ibrahim 50 s 74                                                      |
| Saut en hauteur | Khemraj Naiko 2,16 m                                                         | Anthony Idiata 2,16 m            | Olivier Sanou 2,13 m                                                                        |
| Saut à la perche | Anis Riahi 4,60 m                                                            | Hassan Farouk Sayed 4,20 m       |                                                                                             |
| Saut en longueur | Anis Gallali 7,81 m                                                          | Cheikh Touré 7,79 m              | Pa Modou Gai 7,64 m                                                                         |
| Triple saut | Paul Nioze 16,52 m                                                           | Oluyemi Sule 16,17 m             | Roger Martial Ngouloubi 15,16 m                                                             |
| Lancer du poids | Henk Booysen 17,34 m                                                         | Athanase Oloko 14,98 m           | Serge Doh 14,84 m                                                                           |
| Lancer du disque | Serge Doh 51,92 m                                                            | Christian Messi Alaga 48,58 m    | Athanase Oloko 46,72 m                                                                      |
| Lancer du marteau | Hakim Toumi 69,32 m                                                          | Samir Haouam 65,32 m             | Yacine Louail 52,34 m                                                                       |
| Lancer du javelot | Pius Bazighe 74,78 m                                                         | Louis Fouché 74,54 m             | Maher Ridane 72,60 m                                                                        |
| Décathlon | Anis Riahi 7 257 pts                                                         | Hassan Farouk Sayed 6 788 pts    | Sid Ali Sabour 5 071 pts                                                                    |
| 20 km marche | Hatem Ghoula 1 h 29 min 48 s                                                 | David Kimutai 1 h 30 min 05 s    | Mohieddine Béni Daoud 1 h 31 min 10 s                                                       |
| 4 × 100 m | Nigeria 39 s 7                                                               | Sénégal 39 s 9                   | Cameroun Aime-Issa Nthepe Benjamin Sirimou Alfred Moussambani Claude Toukene-Guebogo 40 s 0 |
| 4 × 400 m | Sénégal Moustapha Diarra Aboubakry Dia Hachim Ndiaye Ibou Faye 3 min 03 s 44 | Kenya 3 min 03 s 53              | Maurice Gilbert Hashan Désiré Pierre-Louis Rudy Tirvengadum Éric Milazar 3 min 07 s 20      |
| Records et Performances - AR : Record continental (area record) - CR : Record des championnats (championship record) - MR : Record du meeting (meet record) - NR : Record national (national record) - OR : Record olympique (olympic record) - PR : Record paralympique (paralympic record) - PB : Record personnel (personal best) - SB : Meilleure performance personnelle de la saison (season's best) - WL : Meilleure performance mondiale de l'année (world leader) - WJR : Record du monde junior (world junior record) - WR : Record du monde (world record) Circonstances et Conditions - DNF : N'a pas terminé (did not finish) - DNS : N'a pas pris le départ (did not start) - DQ : Disqualification (disqualification) - NM : Aucun essai valable enregistré (No Mark) - Q : Qualifié « directement » au prochain tour (ou à la prochaine compétition), lors d'une compétition majeure, grâce au classement ou à la réalisation des minima (automatic qualifier) - q : Qualifié au prochain tour (ou à la prochaine compétition), lors d'une compétition majeure, grâce au repêchage ou à la réalisation de l'une des meilleures performances parmi celles des « non qualifiés directement » (grâce au meilleur temps ou à la meilleure distance par exemple) (secondary qualifier) |                                                                              |                                  |                                                                                             |

### Femmes
| 100 m | Georgette Nkoma 11 s 67                                                                | Marliese Steyn 11 s 69                                                                             | Myriam Léonie Mani 11 s 92                                                 |
| 200 m | Georgette Nkoma 23 s 1                                                                 | Marliese Steyn 23 s 3                                                                              | Myriam Léonie Mani 23 s 5                                                  |
| 400 m | Saidat Onanuga 52 s 85                                                                 | Grace Birungi 53 s 40                                                                              | Alimata Koné 54 s 31                                                       |
| 800 m | Naomi Mugo 2 min 02 s 8                                                                | Léontine Tsiba 2 min 09 s 1                                                                        | Adama Njie 2 min 10 s 1                                                    |
| 1 500 m | Naomi Mugo 4 min 12 s 3                                                                | Stéphanie Nicole Zanga 4 min 34 s 2                                                                | Léontine Tsiba 4 min 35 s 6                                                |
| 5 000 m | Florence Djépé 17 min 59 s 32                                                          | Marie Python 18 min 14 s 40                                                                        | Catherine Ngwang 19 min 27 s 39                                            |
| 100 m haies | Glory Alozie 13 s 62                                                                   | Lana Uys 13 s 78                                                                                   | Mame Tacko Diouf 14 s 21                                                   |
| 400 m haies | Saidat Onanuga 56 s 64                                                                 | Lana Uys 57 s 05                                                                                   | Kleintjie Mogotsi 60 s 19                                                  |
| Saut en hauteur | Irène Tiendrébéogo 1,84 m                                                              | Lolita Nack 1,80 m                                                                                 | Jeanine Blé 1,75 m                                                         |
| Saut en longueur | Grace Umelo 6,13 m                                                                     | Béryl Laramé 5,98 m                                                                                | Kéné Ndoye 5,85 m                                                          |
| Triple saut | Kéné Ndoye 12,99 m                                                                     | Abiola Williams 12,68 m                                                                            | Françoise Mbango Etone 12,51 m                                             |
| Lancer du poids | Hanan Ahmed Khaled 14,47 m                                                             | Wafa Ismail El Baghdadi 14,24 m                                                                    | Oumou Traoré 12,84 m                                                       |
| Lancer du disque | Monia Kari 53,00 m                                                                     | Caroline Fournier 48,80 m                                                                          | Felicia Nkiru Ojiego 45,58 m                                               |
| Lancer du javelot | Fatma Zouhour Toumi 51,88 m                                                            | Lindy Leveaux 42,24 m                                                                              | Monique Djikada 40,78 m                                                    |
| Heptathlon | Caroline Kola 5 270 pts                                                                | Anne-Marie Mouri-Nkeng 4 372 pts                                                                   | Adelaïde Koudougnon 3 453 pts                                              |
| 5 000 m marche | Dounia Kara 23 min 15 s 8                                                              | Nagwa Ibrahim Ali 24 min 05 s 4                                                                    | Monica Akoth 24 min 05 s 7                                                 |
| 4 × 100 m | Cameroun 44 s 7                                                                        | Côte d'Ivoire 45 s 5                                                                               | Sénégal 46 s 8                                                             |
| 4 × 400 m | Nigeria Saidat Onanuga Calister Uba Caroline Avbovbede Folashade Ogundemi 3 min 39 s 2 | Cameroun Myriam Leonie Mani Mireille Nguimgo Madeleine Ndongo Mbazoa Claudine Komgang 3 min 40 s 5 | Gabon Geneviève Obone Fine Azogoua Patricia Obone Diane Zancy 3 min 54 s 8 |
| Records et Performances - AR : Record continental (area record) - CR : Record des championnats (championship record) - MR : Record du meeting (meet record) - NR : Record national (national record) - OR : Record olympique (olympic record) - PR : Record paralympique (paralympic record) - PB : Record personnel (personal best) - SB : Meilleure performance personnelle de la saison (season's best) - WL : Meilleure performance mondiale de l'année (world leader) - WJR : Record du monde junior (world junior record) - WR : Record du monde (world record) Circonstances et Conditions - DNF : N'a pas terminé (did not finish) - DNS : N'a pas pris le départ (did not start) - DQ : Disqualification (disqualification) - NM : Aucun essai valable enregistré (No Mark) - Q : Qualifié « directement » au prochain tour (ou à la prochaine compétition), lors d'une compétition majeure, grâce au classement ou à la réalisation des minima (automatic qualifier) - q : Qualifié au prochain tour (ou à la prochaine compétition), lors d'une compétition majeure, grâce au repêchage ou à la réalisation de l'une des meilleures performances parmi celles des « non qualifiés directement » (grâce au meilleur temps ou à la meilleure distance par exemple) (secondary qualifier) |                                                                                        | |                                                                            |

## Medal table
| Rang | Nation              | Or | Argent | Bronze | Total |
| ---- | ------------------- | -- | ------ | ------ | ----- |
| 1    | Nigeria             | 9  | 4      | 2      | 15    |
| 2    | Kenya               | 8  | 6      | 3      | 17    |
| 3    | Tunisie             | 6  | 0      | 2      | 8     |
| 4    | Sénégal             | 5  | 2      | 3      | 10    |
| 5    | Cameroun            | 4  | 8      | 7      | 19    |
| 6    | Algérie             | 2  | 2      | 2      | 6     |
| 7    | Afrique du Sud      | 1  | 6      | 1      | 8     |
| 8    | Égypte              | 1  | 4      | 1      | 6     |
| 9    | Seychelles          | 1  | 2      | 0      | 3     |
| 10   | Côte d'Ivoire       | 1  | 1      | 4      | 6     |
| 11   | Maurice             | 1  | 1      | 2      | 4     |
| 12   | Burkina Faso        | 1  | 0      | 2      | 3     |
| 13   | Burundi             | 0  | 1      | 3      | 4     |
| 14   | République du Congo | 0  | 1      | 2      | 3     |
| 15   | Guinée              | 0  | 1      | 0      | 1     |
| 15   | Ouganda             | 0  | 1      | 0      | 1     |
| 17   | Gambie              | 0  | 0      | 2      | 2     |
| 18   | Botswana            | 0  | 0      | 1      | 1     |
| 18   | Mali                | 0  | 0      | 1      | 1     |
| 18   | Gabon               | 0  | 0      | 1      | 1     |